# 4 januari
4 januari är den 4:e dagen på året i den gregorianska kalendern. Det återstår 361 dagar av året (362 under skottår).

## Återkommande bemärkelsedagar

### Nationaldagar
- Myanmars (Burmas) självständighetsdag (till minne av självständigheten från Storbritannien 1948)

### Flaggdagar
- Kongo-Kinshasa: Martyrdagen

### Övriga
- Internationella Brailledagen, för att uppmärksamma punktskriften (till minne av att skaparen Louis Braille föddes denna dag 1809)

## Namnsdagar

### I den svenska almanackan
- Nuvarande – Rut
- Föregående i bokstavsordning
  - Ritva – Namnet infördes på dagens datum 1986, men flyttades 2001 till 5 juli.
  - Roger – Namnet infördes på dagens datum 1986, men flyttades 1993 till 2 juni, där det har funnits sedan dess.
  - Rut – Namnet infördes på dagens datum 1901 och har funnits där sedan dess.
  - Titus – Namnet fanns, till minne av helgonet Titus en av aposteln Paulus lärjungar, på dagens datum före 1901, då det utgick.
- Föregående i kronologisk ordning
  - Före 1901 – Titus
  - 1901–1985 – Rut
  - 1986–1992 – Rut, Ritva och Roger
  - 1993–2000 – Rut och Ritva
  - Från 2001 – Rut
- Källor
  - Brylla, Eva (red.): Namnlängdsboken, Norstedts ordbok, Stockholm, 2000. ISBN 91-7227-204-X
  - af Klintberg, Bengt: Namnen i almanackan, Norstedts ordbok, Stockholm, 2001. ISBN 91-7227-292-9

### Finlandssvenska almanackan
- Nuvarande från 2020[1] – Rut, Noomi, Naomi

- I föregående revideringar[a][2]
  - 1929–2019 – Rut

### I den danska almanackan
- Metusalem, till minne av Noas farfar, som förekommer i Första Moseboken och som ska ha blivit 969 år gammal.

## Händelser
- 275 – Sedan Felix I har avlidit året innan väljs Eutychianus till påve.
- 1465 – Kung Karl Knutssons här blir besegrad av ärkebiskop Jöns Bengtssons trupper i slaget på Stockholms isar under det pågående upproret mot kungen. En knapp månad senare blir kungen avsatt av ärkebiskopen, varefter Linköpingsbiskopen Kettil Karlsson blir riksföreståndare.
- 1843 – Operan Don Pasquale av Gaetano Donizetti har urpremiär i Paris.
- 1896 – Utah blir den 45:e delstaten som upptas i den amerikanska unionen.[3]
- 1904 – Stockholms hembiträdesförening grundas under namnet Stockholms tjänarinneförening.[4] Fram till nedläggningen 1970 är den fackförbund för hembiträden och barnflickor i den svenska huvudstaden.
- 1911 – Sveriges fyra första postautomobiler tas i bruk i Göteborg. De ersätter 18 hästar vid posthämtning vid tågen.
- 1918 – Sverige och Tyskland erkänner Finland som självständig stat, sedan landet har utropat sig självständigt från Ryssland den 6 december året innan.
- 1919 – Första numret av den svenska dagstidningen Norrländska Socialdemokraten (NSD) ges ut. Den har grundats året innan, för att vara partiorgan till de svenska Socialdemokraterna, sedan det ursprungliga organet Norrskensflamman har övergått till Sveriges socialdemokratiska vänsterparti vid partisprängningen 1917. 2025 är den Norrbottens största dagstidning och den största i Sverige, som betecknar sig som socialdemokratisk.
- 1928 – Den ryska passagerarångaren Ogoza går under i en storm på Svarta havet, varvid 250 personer omkommer.
- 1958 – Den sovjetiska satelliten Sputnik 1, som blev världens första då den sändes upp i rymden den 4 oktober året innan, återinträder i atmosfären och brinner upp.
- 1974 – Journalisterna Jan Guillou och Peter Bratt och förre IB-anställde Håkan Isacson döms till ett års fängelse var, sedan de i tidningen Folket i Bild/Kulturfront har avslöjat den hemliga statliga svenska underrättelseorganisationen Försvarsstabens särskilda byrå, en händelse som har gått till historien under namnet IB-affären.
- 1987 – Camilla Nilsson blir den första svenska kvinnan som vinner en alpin världscuptävling, vilket sker i Maribor i Jugoslavien.
- 2010 – Skyskrapan Burj Khalifa i Förenade Arabemiratens huvudstad Dubai, invigs och blir med sina 828 meter världens högsta byggnad.

## Födda
- 1581 – James Ussher, irländsk ärkebiskop och teolog som på 1600-talet räknade ut det exakta datumet för jordens och människans skapelse
- 1710 – Giovanni Battista Pergolesi, italiensk kompositör
- 1772 – Anton Friedrich Justus Thibaut, tysk jurist
- 1779 – Robert Henry Goldsborough, amerikansk politiker, senator för Maryland 1813–1819 och från 1835
- 1785 – Jacob Grimm, tysk språk- och litteraturforskare samt sagosamlare, den ene av bröderna Grimm
- 1801 – David Lowry Swain, amerikansk politiker, guvernör i North Carolina 1832–1835
- 1809 – Louis Braille, fransk blindlärare som uppfann punktskriften
- 1831 – Bainbridge Wadleigh, amerikansk republikansk politiker, senator för New Hampshire 1873–1879
- 1835 – Alfred Comyn Lyall, angloindisk ämbetsman och skriftställare
- 1838 – Charles Sherwood Stratton, mer känd under artistnamnet General Tom Thumb, amerikansk dvärg och cirkusartist
- 1858 – Edvard Glæsel, dansk trädgårdsarkitekt
- 1863 – Clara Emilia Smitt, svensk läkare och författare
- 1872 – Kerstin Hesselgren, svensk politiker och socialreformator, den första kvinnan i riksdagens första kammare
- 1874
  - Josef Suk (tonsättare), tjeckisk tonsättare, violinist och musikpedagog
  - John W. Thomas, amerikansk republikansk politiker, senator för Idaho 1928–1933 och 1940–1945
- 1878 – Rosa Grünberg, svensk skådespelare samt opera- och operettsångare
- 1890 – Weyler Hildebrand, svensk skådespelare, regissör och manusförfattare
- 1902 – Arne Mattson, svensk väg- och vattenbyggnadsingenjör, byggnadsingenjör från Västerås
- 1915 – Robert Motherwell, amerikansk konstnär
- 1921 – Torsten Lilliecrona, svensk skådespelare, mest känd i rollen som farbror Melker i filmatiseringarna av berättelserna om Saltkråkan
- 1922 – Karl-Erik Nilsson (brottare), OS-guld 1948, OS-brons 1952 och 1956
- 1924 – Charles Thone, amerikansk republikansk politiker, guvernör i Nebraska 1979-1983
- 1925 – Veikko Hakulinen, finländsk skidåkare
- 1932 – Carlos Saura, spansk filmregissör och manusförfattare
- 1935 – Floyd Patterson, amerikansk boxare
- 1937 – Dyan Cannon, amerikansk skådespelare
- 1940
  - Brian Josephson, brittisk fysiker, mottagare av Nobelpriset i fysik 1973
  - Gao Xingjian, kinesisk författare och målare, mottagare av Nobelpriset i litteratur 2000
- 1943 – Curt Appelgren, svensk operasångare
- 1945 – Richard R. Schrock, amerikansk kemist, mottagare av Nobelpriset i kemi 2005
- 1946 – Henric Holmberg, svensk skådespelare och manusförfattare
- 1949 – Ingemar Skogö, svensk ämbetsman och landshövding i Västmanlands län
- 1958 – Julian Sands, brittisk skådespelare
- 1960 – Michael Stipe, amerikansk musiker, sångare i gruppen R.E.M.
- 1963
  - Dave Foley, kanadensisk skådespelare
  - Till Lindemann, tysk musiker, sångare i gruppen Rammstein
  - May-Britt Moser, norsk forskare, mottagare av Nobelpriset i fysiologi eller medicin 2014
- 1965 – Julia Ormond, brittisk skådespelare
- 1970
  - Maria Kuhlberg, svensk skådespelare
  - Carl Frode Tiller, norsk författare, historiker och musiker
- 1971 – Junichi Kakizaki, japansk blomsterkonstnär och botaniker
- 1972 – Rennie Mirro, svensk skådespelare och dansare
- 1977 – Louisa Baïleche, fransk sångare
- 1985 – Silja Borgarsdóttir Sandelin, finländsk handbollsspelare och politiker
- 1986 – Andro Bušlje, kroatisk vattenpolospelare
- 1988
  - Elin Eldebrink, svensk basketspelare
  - Frida Eldebrink, svensk basketspelare
- 1990 – Toni Kroos, tysk fotbollsspelare

## Avlidna
- 1066 – Edvard Bekännaren, kung av England
- 1695 – François-Henri de Montmorency, hertig av Luxembourg, fransk militär
- 1752 – Gabriel Cramer, schweizisk matematiker
- 1793 – Bengt Lidner, svensk skald
- 1808 – Johan Gustaf Flodin, biskop i Västerås stift
- 1845 – Louis-Léopold Boilly, fransk målare
- 1863 – William Dunn Moseley, amerikansk demokratisk politiker, guvernör i Florida
- 1872 – Arnold Naudain, amerikansk politiker, senator för Delaware
- 1877 – Cornelius Vanderbilt,  amerikansk entreprenör och affärsman.
- 1912 – Francis T. Nicholls, amerikansk militär och politiker, guvernör i Louisiana
- 1913 – Alfred von Schlieffen, preussisk generalfältmarskalk
- 1919 – Georg von Hertling, tysk greve, filosofiprofessor och politiker, Tysklands rikskansler 1917-1918
- 1931 – Art Acord, amerikansk stumfilmsskådespelare
- 1941 – Henri Bergson, fransk filosof,  mottagare av Nobelpriset i litteratur 1927
- 1944 – Kaj Munk, dansk präst, dramatiker och motståndskämpe mot den tyska ockupationen av Danmark
- 1960 – Albert Camus, fransk författare och filosof, mottagare av Nobelpriset i litteratur 1957
- 1961 – Erwin Schrödinger, österrikisk teoretisk fysiker, mottagare av Nobelpriset i fysik 1933
- 1965 – T.S. Eliot, amerikansk-brittisk författare, poet och litteraturhistoriker, mottagare av Nobelpriset i litteratur 1948
- 1972 – Carl-Olof Anderberg, svensk kompositör och musikarrangör
- 1974 – Alf Östlund, svensk skådespelare och manusförfattare
- 1977 – Oscar Törnblom, svensk skådespelare
- 1980 – Harald Heide Steen, norsk skådespelare
- 1984 – Gösta Lindh, fotbollsspelare, OS-brons 1952
- 1986
  - Gösta Bernhard, svensk skådespelare och revyförfattare
  - Christopher Isherwood, brittisk författare
  - Phil Lynott, irländsk musiker, ledare för hårdrocksgruppen Thin Lizzy
  - Curt ”Minimal” Åström, svensk skådespelare, sångare, kompositör och textförfattare
- 2006 – John Hahn-Petersen, dansk skådespelare
- 2007 – Marais Viljoen, sydafrikansk politiker, Sydafrikas president
- 2008 – Stig Claesson, svensk författare med pseudonymen Slas
- 2010
  - Arvid Rundberg, svensk författare
  - Tsutomu Yamaguchi, japansk överlevare från atombomberna över Hiroshima och Nagasaki
  - Johan Ferrier, surinamesisk politiker, Surinams president
  - Tadeusz Góra, polsk pilot
- 2011
  - Mohammed Bouazizi, tunisisk arbetslös akademiker vars självbränning bidrog till den tunisiska revolutionen
  - Mick Karn, brittisk musiker
  - Gerry Rafferty, brittisk sångare, musiker och låtskrivare
- 2012 – Totti Bergh, 76, norsk saxofonist, jazzmusiker och orkesterledare.
- 2013
  - Birgitta Svanberg, svensk litteraturvetare, svensklärare och feminist
  - Bengt ”Cidden” Andersson, svensk poet
- 2015
  - Pino Daniele, italiensk musiker
  - Edmund Wnuk-Lipiński, polsk sociolog och science fiction-författare
- 2017
  - John Cummings, brittisk labourpolitiker, parlamentsledamot
  - Alf Enerström, svensk läkare och högerextrem politiker
- 2018 – Johannes Brost, svensk skådespelare
- 2021
  - Martinus J.G. Veltman, nederländsk fysiker, mottagare av Nobelpriset i fysik 1999
  - Tanya Roberts, amerikansk skådespelare
  - Lars Elldin, svensk skådespelare
- 2024
  - Marie Nilsson Lind, svensk sångerska i Ainbusk
  - Glynis Johns, brittisk skådespelerska, dansare och sångerska